# 王德顺 (1939年)
王德顺（1939年11月—2022年12月22日），男，山东高密人，中华人民共和国政治人物。

## 生平
早年参加中国共产党，1965年9月，毕业于中国科技大学无线电电子学系。历任中国科学院电子学研究所大功率速调管研究室、团支部书记、党支部委员，电子所科技处技术科计划科科长、科技处工程师、处长。1984年2月后，任电子学研究所高级工程师、副所长。1986年7月任中国科学院京区纪律检查委员会书记。1988年10月任中国科学院监察局局长。1991年3月任中央纪律检查委员会驻中国科学院纪律检查组组长。1992年10月在中共第十四次全国代表大会上当选为中央纪律检查委员会委员。